# Іден-Айл (Луїзіана)
Іден-Айл (англ. Eden Isle) — переписна місцевість (CDP) в США, в окрузі Сент-Таммані штату Луїзіана. Населення — 7782 особи (2020).

## Географія
Іден-Айл розташований за координатами 30°13′42″ пн. ш. 89°47′56″ зх. д. / 30.22833° пн. ш. 89.79889° зх. д. (30.228449, -89.798759).  За даними Бюро перепису населення США в 2010 році переписна місцевість мала площу 10,84 км², з яких 8,37 км² — суходіл та 2,47 км² — водойми.

## Демографія
Згідно з переписом 2010 року, у переписній місцевості мешкала 7041 особа в 3029 домогосподарствах у складі 2093 родин. Густота населення становила 649 осіб/км².  Було 3526 помешкань (325/км²).
Расовий склад населення:
| - 87,5 % — білих - 6,2 % — чорних або афроамериканців - 3,5 % — азіатів - 0,4 % — корінних американців - 0,1 % — вихідців з тихоокеанських островів |

До двох чи більше рас належало 1,5 %. Частка іспаномовних становила 3,9 % від усіх жителів.
За віковим діапазоном населення розподілялося таким чином: 17,6 % — особи молодші 18 років, 66,0 % — особи у віці 18—64 років, 16,4 % — особи у віці 65 років та старші. Медіана віку мешканця становила 47,8 року. На 100 осіб жіночої статі у переписній місцевості припадало 102,5 чоловіків;  на 100 жінок у віці від 18 років та старших — 102,4 чоловіків також старших 18 років.
Середній дохід на одне домашнє господарство  становив 99 282 долари США (медіана — 72 000), а середній дохід на одну сім'ю — 109 543 долари (медіана — 90 813). Медіана доходів становила 71 754 долари для чоловіків та 52 014 долари для жінок. За межею бідності перебувало 6,0 % осіб, у тому числі 13,9 % дітей у віці до 18 років та 3,7 % осіб у віці 65 років та старших.
Цивільне працевлаштоване населення становило 3425 осіб. Основні галузі зайнятості: освіта, охорона здоров'я та соціальна допомога — 20,1 %, будівництво — 12,3 %, науковці, спеціалісти, менеджери — 11,2 %.